# Rezerwat przyrody Małga
Rezerwat przyrody Małga – rezerwat położony w województwie warmińsko-mazurskim, w powiecie szczycieńskim, w gminie Jedwabno, na terenie leśnictw Dębowiec i Uścianek (Nadleśnictwo Jedwabno).
Utworzony został na podstawie Zarządzenia Ministra Ochrony Środowiska, Zasobów Naturalnych i Leśnictwa (MP Nr 38 poz. 273, §12) dla ochrony miejsc gniazdowania i żerowania rzadkich gatunków ptaków i zachowania noclegowisk żurawi. Rezerwat obejmuje zabagniony odcinek doliny Omulwi, w okolicach zniszczonej wsi Małga. We wsi obok ruin zniszczonego kościoła zachowała się wieża z czerwonej cegły. Występują rozlegle turzycowiska, trzcinowiska oraz zarośla wierzbowo-brzozowe.
Rezerwat zajmuje powierzchnię 163,92 ha (pierwotnie 147,09 ha).
W rezerwacie znajdują się miejsca lęgowe m.in. żurawi, łabędzi, cietrzewi, czajek, derkaczy. Można spotkać wydry i ślady wilków.